# Fabrice Lamproye
Fabrice Lamproye est un entrepreneur liégeois cofondateur du festival Les Ardentes.

## Biographie
Né le 6 octobre 1967 à Liège, il étudie le droit à l’Université de Liège. Au cours d'un voyage de quatre mois à Los Angeles avec un ami il visite différents lieux polyvalents qui les inspirent. 
Il développe avec ses associés une activité HoReCa à Liège de manière autodidacte. En 1995, les associés achètent un ancien bâtiment des archives de l'État pour y fonder la Soundstation où se développent un café, un restaurant, une salle de concert et un studio d’enregistrement professionnel ainsi qu’un label (qui signe notamment, Zop Hopop, Superlux, Hollywood Porn Stars, José Parrondo, ou Miam Monstrer Miam). La Soundstation ferme ses portes en juin 2008.

### Les Ardentes
Parallèlement à la Soundstation, Fabrice Lamproye ouvre la brasserie Bolas Bug, inspirée de l’univers d’un personnage de BD de l’auteur liégeois Parrondo et cofonde avec Gaëtan Servais en 2005 le festival des Ardentes. 
Pour sa toute première édition, en 2006, le festival a une étiquette « électro rock ». Il reçoit des artistes comme Indochine, Air, Ghinzu et les Rita Mitsouko et rassemble 24 000 personnes. Le festival évolue avec le temps pour être considéré comme « urbain » (notamment avec la tête d’affiche Kendrick Lamar en 2015),.
En 2008, les fondateurs du festival créent sa version hivernale, les Transardentes, un festival de musique électronique. 
En 2011, le groupe des Ardentes reprend le festival Jazz à Liège qui prend place au Palais des Congrès. En 2014, financé par la société Mithra de François Fornieri, le festival prend le nom de Mithra Jazz à Liège Festival, et Fabrice Lamproye en prend la direction. 
La même année, il cofonde, toujours avec Gaëtan Servais une salle de spectacle nommée Reflektor d’une capacité de 600 places debout, tandis que les Ardentes en difficulté sont renflouées par François Fornieri, Lucien D'Onofrio et Sylvain Rizzo. 
En 2016, la Ville de Liège fait de Fabrice Lamproye et Gaëtan Servais des « citoyens d’honneur ». En 2019, le groupe Fimalac Entertainment acquiert 49% des parts des Ardentes qui, malgré une aide substantielle des autorités communales, menacent de quitter Liège pour Bruxelles face à l'opposition de riverains à l'implantaton du festival sur un nouveau site. 

### Le label Flak
En 2020, Fabrice Lamproye crée le label de production musicale Flak qui produit l'album Ears Have No Eyelids de Jean-Christophe Renault. 